# Gerovrýsi
Gerovrýsi är en ort i Grekland.   Den ligger i prefekturen Nomós Ártas och regionen Epirus, i den centrala delen av landet, 270 km nordväst om huvudstaden Aten. Gerovrýsi ligger 862 meter över havet och antalet invånare är 109.
Terrängen runt Gerovrýsi är kuperad åt sydväst, men åt nordost är den bergig.Runt Gerovrýsi är det glesbefolkat, med 13 invånare per kvadratkilometer. Närmaste större samhälle är Ágios Dimítrios, 1,6 km väster om Gerovrýsi. I omgivningarna runt Gerovrýsi växer i huvudsak blandskog.